# McNichols Sports Arena
La McNichols Sports Arena (soprannominata Big Mac) era un'arena coperta situata a Denver, Colorado, Stati Uniti. Inaugurata nel 1975, per un costo di 16 milioni di dollari, aveva una capienza di circa 20.000 persone e conteneva ben 27 suites. Ristrutturata nel 1986, è stata poi demolita nel 2000.